# Tohouè
Tohouè ist ein Arrondissement im Departement Ouémé im westafrikanischen Staat Benin. Es ist eine Verwaltungseinheit, die der Gerichtsbarkeit der Kommune Sèmè-Kpodji untersteht.

## Demografie und Verwaltung
Gemäß der Volkszählung 2013 des beninischen Statistikamtes INSAE hatte das Arrondissement 32.310 Einwohner, davon waren 15.618 männlich und 16.692 weiblich.
Von den 55 Dörfern und Quartieren der Kommune Sèmè-Kpodji entfallen zehn auf Tohouè:
1. Ahlomè
2. Ayokpo
3. Dja
4. Glogbo
5. Glogbo Plage
6. Hovidokpo
7. Kpoguidi
8. Kraké-Daho
9. Tohouè
10. Wégbégo-Adiemè